# Matthias Moth
Matthias Moth, född omkring 1647, död 19 mars 1719, var en dansk ämbetsman och språkgranskare. Han var bror till Kristian V:s frilla Sophie Amalie Moth.

## Biografi
Matthias Moth var son till Poul Moth, Fredrik III:s livmedikus, studerade 1666–1673 läkarvetenskap i utlandet, blev sannolikt 1675, tack vare sin syster, assessor i Skattkammarkollegiet och 1676 i Kansliet, 1688 översekreterare där, 1695 geheimeråd och 1679 adlad.
Moth var en mycket skicklig ämbetsman och användes i många offentliga värv, men avskedades kort efter Kristian V:s död 1699. Redan 1680 började han sina insamlingar till en dansk ordbok efter en mycket omfattande plan; den skulle nämligen uppta även dialektala uttryck och egendomliga talesätt, under det att däremot den tryckta litteraturen föga beaktades. Rektorer och präster runt om i landet var hans medhjälpare, och efter sitt avskedande ägnade han alla sina krafter åt detta företag. Hans 60 folioband starka handskriftsamling såldes 1753 till kungen, införlivades 1784 med Det Kongelige Bibliotek och har varit en viktig källa till senare danska ordboksarbeten.